# Kościół Najświętszej Trójcy w Trnawie

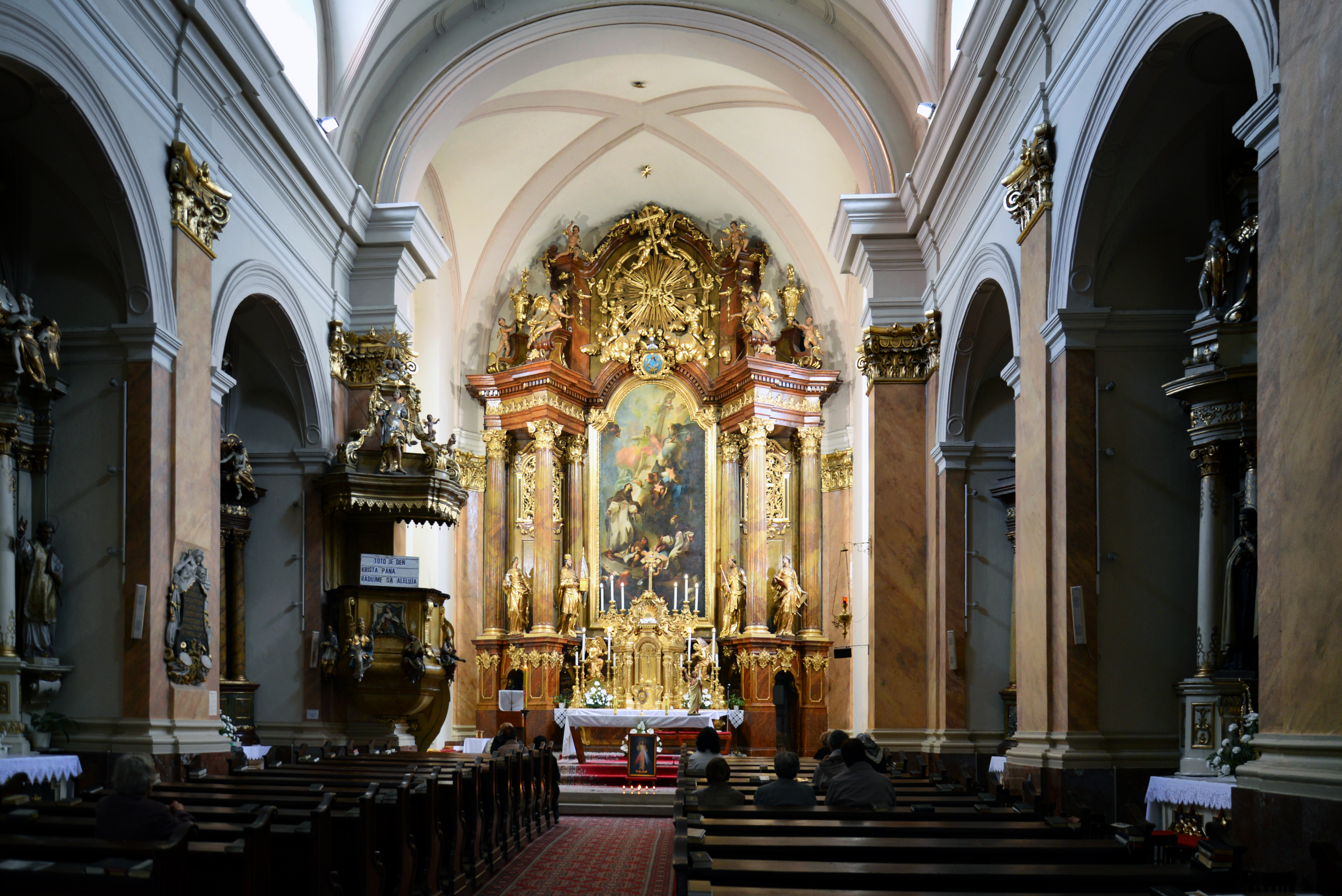
Wnętrze kościoła

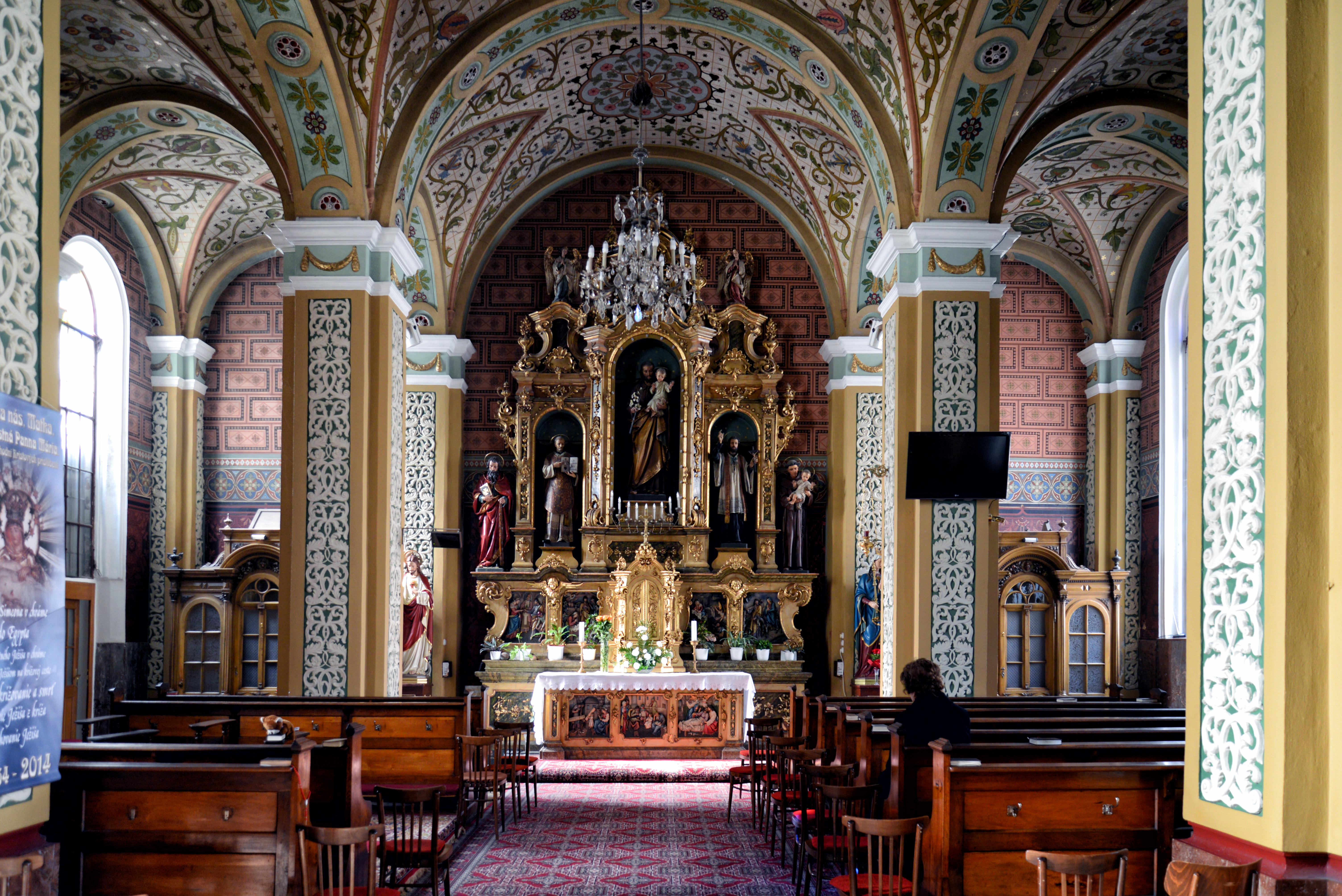
Wnętrze kaplicy św. Józefa

Kościół Najświętszej Trójcy (słow. Kostol Najsvätejšej Trojice) – kościół parafialny wyznania rzymskokatolickiego w Trnawie. Znajduje się na północ od Rynku, przy ul. Štefánikovej 45. Od 1963 r. chroniony jako pomnik kultury (słow. Kultúrna pamiatka).

## Historia
Powstał jako świątynia zakonu trynitarzy (Zakonu Trójcy Przenajświętszej – stąd i wezwanie kościoła), którzy sprowadzili się do Trnawy w 1712 r. Jego budowa, podobnie jak budowa klasztoru, rozpoczęła się w 1710 r. Trwała długo, posuwając się do przodu głównie dzięki pomocy finansowej kanonika ostrzyhomskiego, a następnie biskupa, Jánosa Okolicsányi'ego (1676-1736). Kościół został poświęcony przez niego dopiero w 1729 r. Po rozwiązaniu zakonu trynitarzy przez cesarza Józefa II w 1782 r. kościół zmieniał właścicieli. W 1835 r. objął go zakon jezuitów, którzy w roku 1875 przeprowadzili jego remont.

## Charakterystyka
Kościół jest murowany, jednonawowy, przeważającym stylem jest barok. Dwie masywne, kwadratowe wieże równej wysokości, z pilastrami na narożnikach, wtopione są we front budowli, który z kolei masywne gzymsy dzielą na trzy wysokie kondygnacje. W obszarach wież gzymsy wieńczące drugą kondygnację nadbudowane są niskimi tympanonami. Nad portalem wejściowym znajduje się herb donatora, Jánosa Okolicsányi'ego. Umieszczony pod nim chronostych, szyfrujący datę roczną „1734” wskazuje, że prace wykończeniowe przy kościele trwały jeszcze długo po jego poświęceniu. Wieże zwieńczone są cebulastymi hełmami z latarniami.
Prezbiterium płytkie, jednoprzęsłowe, zamknięte jest prostokątnie. Nawa nakryta jest sklepieniem kolebkowym, spływającym po obu stronach na rozbudowane gzymsy, podparte szerokimi pilastrami, które wydzielają w ścianach nawy płytkie wnęki kaplicowe. Całą ścianę szczytową prezbiterium wypełnia barokowy ołtarz główny z bogatym wypełnieniem rzeźbiarskim. Najcenniejszym elementem wyposażenia jest obraz, wypełniający centralną część ołtarza, przedstawiający założycieli reguły trynitarzy, świętych Jana z Mathy i Feliksa z Valois. Jego autorem jest znany malarz austriacki Franz A. Maulbertsch. W zwieńczeniu ołtarza, nad obrazem, powtórzony jest herb Okolicsányich.
Po południowej stronie nawy, na ołtarzu Panny Marii, w szklanym relikwiarzu znajdują się szczątki dwóch „męczenników koszyckich”, księży Melchiora Grodzieckiego i Stefana Pongracza, ogłoszonych świętymi w 1995 r. przez Jana Pawła II.
W roku 1900 do kościoła (po prawej stronie, patrząc od frontu) została dobudowana kaplica p.w. świętego Józefa. Trójnawowa, dwuprzęsłowa konstrukcja halowa, z bardzo płytkim prezbiterium zamkniętym prostokątnie, nawy nakryte sklepieniami kolebkowymi. Kaplica wyróżnia się bardzo bogatą dekoracją malarską ścian i sklepień z motywami figuralnymi i roślinnymi. Ołtarz główny bogato zdobiony licznymi detalami rzeźbiarskimi.